# Ёжик в тумане
«Ёжик в тумане» — советский мультипликационный фильм, снятый Юрием Норштейном в 1975 году на студии «Союзмультфильм». В основе произведения — одноимённая сказочная повесть Сергея Козлова, существенно переработанная во время написания сценария. Фильм рассказывает о Ёжике, который по дороге в гости к Медвежонку, заблудившись в тумане, попадает в загадочный мир, где обитают Филин, Улитка, Летучая мышь и белая Лошадь. В числе технических средств, использовавшихся Норштейном и оператором ленты Александром Жуковским, — применение ярусных декораций, благодаря которым был реализован «эффект тумана». Главного героя, как и весь фильм, нарисовала художник-мультипликатор Франческа Ярбусова. Музыкальный фон создал композитор Михаил Меерович. К озвучиванию были привлечены актёры Мария Виноградова (Ёжик), Вячеслав Невинный (Медвежонок), Алексей Баталов (авторский текст за кадром).
Исследователи отмечают, что на стилистику фильма оказали влияние культурные традиции разных стран и народов (в том числе театр и живопись Востока, произведения Пауля Клее, Андрея Рублёва, Юрия Васнецова). В ленте обнаруживаются отсылки к некоторым произведениям кинематографа. Фильм получил призы международных кинофестивалей в Тегеране, Хихоне, Чикаго, Мельбурне и других. В 1979 году создатели ленты Норштейн, Жуковский и Ярбусова стали лауреатами Государственной премии СССР в области литературы, искусства и архитектуры «за мультипликационные фильмы „Лиса и заяц“ (1973), „Цапля и журавль“ (1974), „Ёжик в тумане“ (1975)». В 2003 году на Международном анимационном фестивале «Лапута» в Японии по результатам опроса 140 кинокритиков и мультипликаторов разных стран «Ёжик в тумане» был признан лучшим мультфильмом всех времён.

## История создания
Самый главный мой персонаж — Ёжик. К Ёжику присоединился Медвежонок, затем Заяц, волки, совы и всякие другие персонажи. <…> Ёжика у меня в детстве не было, но так получилось, что в каком-то году, может быть, в 1959-м, он у меня появился. Вот с ним я и живу теперь.
В 1974 году, когда Юрий Норштейн работал над мультфильмом «Цапля и журавль», ему позвонил писатель Сергей Козлов. Представившись, Козлов сообщил, что видел анимационную ленту «Лиса и заяц» и хотел бы предложить режиссёру свои сказки. Из нескольких десятков произведений, принесённых писателем, Норштейн выбрал «Ёжика в тумане» — сказочную повесть, герои которой разговаривают на языке «авангардистского абсурда», напоминающем диалоги детей в книге Корнея Чуковского «От двух до пяти»: «Как хорошо, что ты нашёлся, — сказал Медвежонок. — Я пришёл. — Ты представляешь, если бы тебя совсем не было? — Вот я и пришёл. — Где же ты был? — А меня не было».
По словам режиссёра, при первом чтении «Ёжика…» у него возникли ассоциации, не имевшие непосредственного отношения к тексту, — например, движущееся в тумане стадо мычащих коров, спины которых напоминали колышущуюся реку. Этот образ не вошёл в мультфильм, однако он стал «первым эхом», определившим стилистику будущей ленты: «Я просто почувствовал сказку пространственно. <…> Как будто где-то далеко, за тонкой амальгамой экрана есть такая сфера, откуда звук приходит сюда и превращается в изображение». Сама сказка, представляющая собой ряд сценок с диалогами и авторскими ремарками, на пути к экрану претерпела немало преобразований. В процессе работы менялись и литературный сценарий, написанный Козловым и Норштейном в «импрессионистской» манере, и режиссёрский сценарий с монтажными планами, зарисовками персонажей, композицией кадров. Так, изначально Норштейн подробно расписал сцену «У колодца», где из темноты проглядывали «брёвна, поросшие бархатистой плесенью», и слышался «шорох падающей земли», но при монтаже отказался от этих подробностей. Зато в фильм были включены такие детали, как сухой осенний лист и «жаркая пасть собаки», отсутствовавшие в авторской сказке. Образ «дышащей пасти», по признанию режиссёра, появился после чтения рассказа «Брут» Людвика Ашкенази.
Финал мультфильма не совпадает с изначальным замыслом режиссёра. В конце ленты Ёжик, добравшись до Медвежонка, слушает друга и думает о Лошади, образ которой периодически возникал перед ним во время странствий: «Как она там? Туман…» По замыслу Норштейна, своеобразным ответом на размышления и воспоминания героя в заключительной «сумрачной» сцене должно было прозвучать уханье Филина в колодец, тогда финал получился бы «выше, значительно выше». Однако при монтаже выяснилось, что метраж и экранное время несколько превышены, поэтому концовку пришлось удалить. Работа сопровождалась и проблемами технического характера: из-за того, что студия не выделила киногруппе съёмочный станок, создатели ленты самостоятельно изготовили и конструкцию для штатива, и напоминающие строительные леса деревянные «полати» (закреплённые тросами к потолку), с которых можно смотреть в кинокамеру. Как иронично заметил Норштейн, «наверное, всех режиссёров надо учить делать помосты, строгать доски, вбивать гвозди».
На заседании худсовета студии, где шло обсуждение «Ёжика…», Норштейна спросили, почему он выбрал для воплощения на экране столь «непритязательную» сказку. В качестве ответа режиссёр воспроизвёл первые строки «Божественной комедии» Данте: «Земную жизнь пройдя до половины, / Я очутился в сумрачном лесу». В день планируемой сдачи фильма выяснилось, что его создатели серьёзно отстали от графика: они отсняли только двадцать процентов того материала, что должен был войти в ленту. Тем не менее режиссёру разрешили завершить начатую работу и перейти к следующей — «Сказке сказок».

Я люблю фильмы, где нет каких-то эффектных историй, где мысль сама по себе прозаична, но под мыслью режиссёра она обретает глобальный характер. Тогда мы получаем то, что называется художественным произведением.— Юрий Норштейн

## Сюжет
Ёжик отправляется в гости к своему другу Медвежонку, чтобы пить чай с малиновым вареньем и считать звёзды. Дорога, по которой движется герой, проходит через пустынные поля и лесные заросли. В предвечернем тумане мир кажется загадочным, и перед Ёжиком то и дело возникают диковинные образы. Среди них — Филин, заглядывающий вместе с путником в колодец; Улитка, внезапно превращающаяся в Слона; Летучая мышь, пугающая размахом крыльев; Собака, возвращающая герою утерянный узелок с вареньем. Особое впечатление на Ёжика производит белая Лошадь, размытый силуэт которой несколько раз появляется в дымке.
Сквозь туман периодически слышится голос Медвежонка, окликающего Ёжика. Торопясь на зов, герой падает в реку. Его спасителем становится таинственный «кто-то», доставивший путешественника до берега. Попав наконец в дом Медвежонка, Ёжик слушает друга, который рассказывает, что он уже раздул на крыльце самовар для вечернего чаепития, собрал можжевеловые веточки, «чтоб дымок был», придвинул поудобнее плетёные кресла: «Ведь кто же, кроме тебя, звёзды-то считать будет?».

В сущности, это история о фантазиях и страхах задумчивого и мечтательного ребёнка. <…> Огромный мир сгустился вокруг ёжика белым молоком, поглотив всё, что было знакомо. В конце концов, добравшись до своего друга-медвежонка, малыш сидит тихий и молчаливый, потрясённый своими страшными и волшебными переживаниями.— Дина Годер

## Работа художника

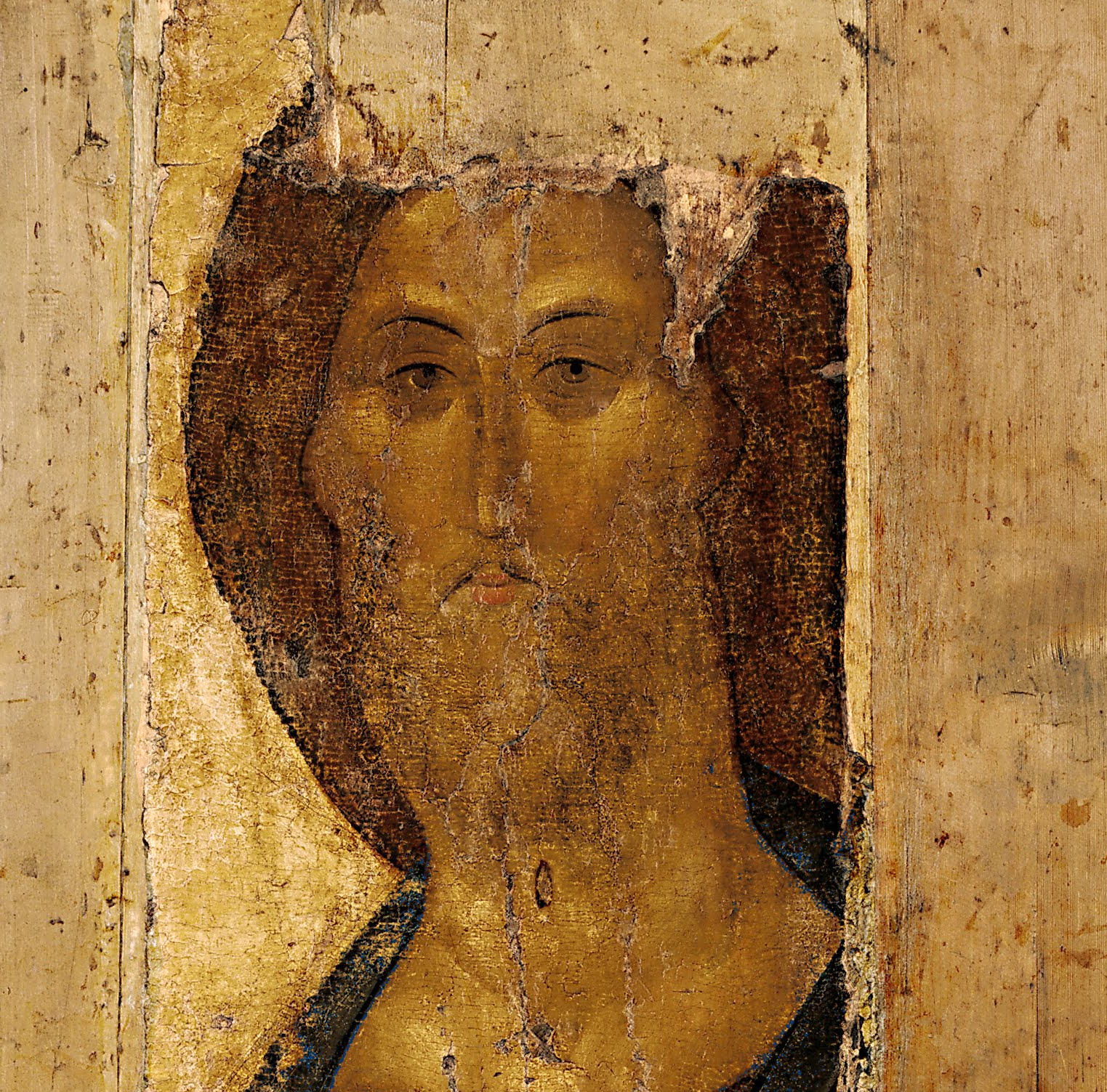
Андрей Рублёв. «Спас Вседержитель»

Художником-постановщиком фильма «Ёжик в тумане» была жена Норштейна — выпускница ВГИКа Франческа Ярбусова. Семейный союз, по словам режиссёра, не только помогает, но и мешает творчеству: «Она не поспевает за моей реактивностью, моей требовательностью, а мне кажется, что она ленится и не может довести себя до необходимого состояния». Ярбусова, в свою очередь, рассказывала, что, приступая к работе над «Ёжиком…», Норштейн планировал «между делом» снять незамысловатую сказку. Однако вместо предполагаемой лёгкости получился «суровый» эксперимент, в ходе которого многие технические приёмы использовались впервые. Так, в листья, нарисованные Ярбусовой, помещалась с помощью проектора вода, которая — ради достижения единой фактуры изображения — обрабатывалась штрихами.

Накладные детали для Ёжика и собранный персонаж

Дольше всего художница работала над образом Ёжика. Уже были нарисованы другие персонажи, придуманы декорации, начались съёмки, а главный герой не получался — по замечанию Норштейна, на картинках постоянно появлялись не ёжики, а ежи. Понимание того, каким должен быть ключевой персонаж, возникло во время вечерней прогулки супругов, когда они увидели на улице женщину с ручным ёжиком. Вернувшись домой, Ярбусова нарисовала героя одной линией, и он сразу обрёл «внутреннюю ясность». Для того чтобы добиться «детской выразительности» образа, режиссёр привязал правую руку Франчески, и Ёжик был создан левой.
Некоторые исследователи обнаруживают в нарисованном Ёжике внешние черты драматурга Людмилы Петрушевской, написавшей вместе с Норштейном сценарий мультфильма «Сказка сказок». О возможном сходстве рассказывала в книге «Истории из моей собственной жизни» и сама Петрушевская, вспоминавшая, что в середине 1970-х годов режиссёр в телефонном разговоре «весьма церемонно» поинтересовался, не будет ли Людмила Стефановна против использования её профиля в образе главного героя. «Я тогда ответила, что раз вы уже брали (без спросу) мой нос для цапли, то берите и для ёжика». Тем не менее спустя десятилетия Норштейн утверждал, что никаких специальных отсылок к облику Петрушевской ни у него, ни у Ярбусовой не было, хотя в процессе поисков это могло проявиться «на бессознательном уровне».
В то же время ощущение «всемирности героя», отмечаемое зрителями (художник-мультипликатор Николай Серебряков назвал его «Божьим человеком»), связано, вероятно, с тем, что во время съёмок «Ёжика…» Норштейн и Ярбусова часто смотрели на икону Андрея Рублёва «Спас Вседержитель» («Звенигородский чин»). Как рассказывал впоследствии режиссёр, силуэт рублёвского Спаса в нём «просто живёт»: «Сам этот абрис невероятный, такой силы, такой динамики. <…> И даже когда мы делали „Ёжика в тумане“, я художнику Франческе Ярбусовой говорил про рублёвский „Спас“».
Оценивая творчество Франчески Ярбусовой, искусствовед Сергей Асенин обращал внимание на способность художника наделять мультипликационных зверей человеческими качествами — эта особая «тональность антропоморфизма» позволяет по глазам, движениям, манерам животных угадывать их характеры. Художник-мультипликатор Лана Азарх отмечала, что именно Ярбусова «создала зримый мир Юриных картин».

## Персонажи

Ёжик и Филин

По признанию Норштейна, ему всегда была симпатична «бессловесность» анимационных персонажей, которые, в отличие от живых актёров, не могут в процессе работы возразить постановщику. В то же время «в них есть одна жестокая черта: они абсолютно неумолимы», подчёркивал режиссёр. Фигурку главного героя Ёжика, имевшего «рост» около пятнадцати сантиметров, создатели фильма сделали из нескольких слоёв целлулоида, покрытого масляными и акриловыми красками. Благодаря многослойности силуэт выглядел фактурным и объёмным. Отдельно были изготовлены и прикреплены такие детали, как глаза персонажа, его лапы и узелок с вареньем. Иголки, вибрирующие во время движения, Франческа Ярбусова нарисовала белилами и сверху покрыла акварелью; работа велась молниеносным прикосновением кисти без исправлений, фактически по технологии китайских и японских художников. Ёжик наивен и любознателен: в пути он «перекликается» с колодцем, трогает лапами туман, передразнивает пролетающих мотыльков. Своим поведением он напоминает ребёнка, впервые открывающего для себя многообразие мира.
Своеобразной «тенью» Ёжика является Филин, следующий за героем почти по пятам и пытающийся в точности воспроизводить его движения и жесты. Когда Ёжик засматривается на звёзды, отражённые в воде, Филин тоже останавливается возле лужицы, однако видит в ней только себя. Главный герой «гукает» в колодец, дожидается ответного отклика и отправляется дальше; его крылатый «двойник» следом взбирается на сруб и повторяет те же действия, безуспешно стараясь понять, что же интересного можно услышать и увидеть в глубине этой ямы. По словам Норштейна, «Филин — тот же Ёжик, только наоборот. Он такой же простодушный, только дурной». Съёмки фигуры Филина, отражённой в воде, создатели фильма вели с секундомером, по кадрам перемещая силуэт героя в соответствии с его отблеском в луже. Отдельно была создана лапа, которую Филин погружает в водоём, — её снимали в обыкновенном тазу для умывания.
Во время странствий Ёжик обнаруживает, что погружённый в туман мир меняет привычные формы и размеры: Улитка напоминает очертаниями Слона, Летучая мышь способна закрыть крыльями весь горизонт, а окутанная дымкой белая Лошадь воспринимается как образец сказочной красоты. Изначальное удивление впечатлительного героя перед непонятными видениями и перевоплощениями постепенно переходит в страх; он исчезает после появления Собаки «с самой добродушной физиономией на свете» (определение искусствоведа Аэлиты Романенко). Зевок Собаки, возвращающей Ёжику потерянный узелок с вареньем, снимает напряжение и привносит в действие «ноту успокоения». Торопясь на зов Медвежонка, обеспокоенного исчезновением друга, Ёжик попадает в водоём, который трактуется исследователями как мифологическая Лета — река забвения в царстве мёртвых. Спасителем героя оказывается Рыба (вероятно, сом), деликатно предложившая ему свою помощь. Рыбу создатели фильма изготовили из кусков целлулоида, которые были скреплены шарнирами; она оказалась почти точной копией персонажей восточных кукольных театров — китайского или индонезийского.

## Мотивы, параллели, ассоциации

### Связь с живописью и кинематографом

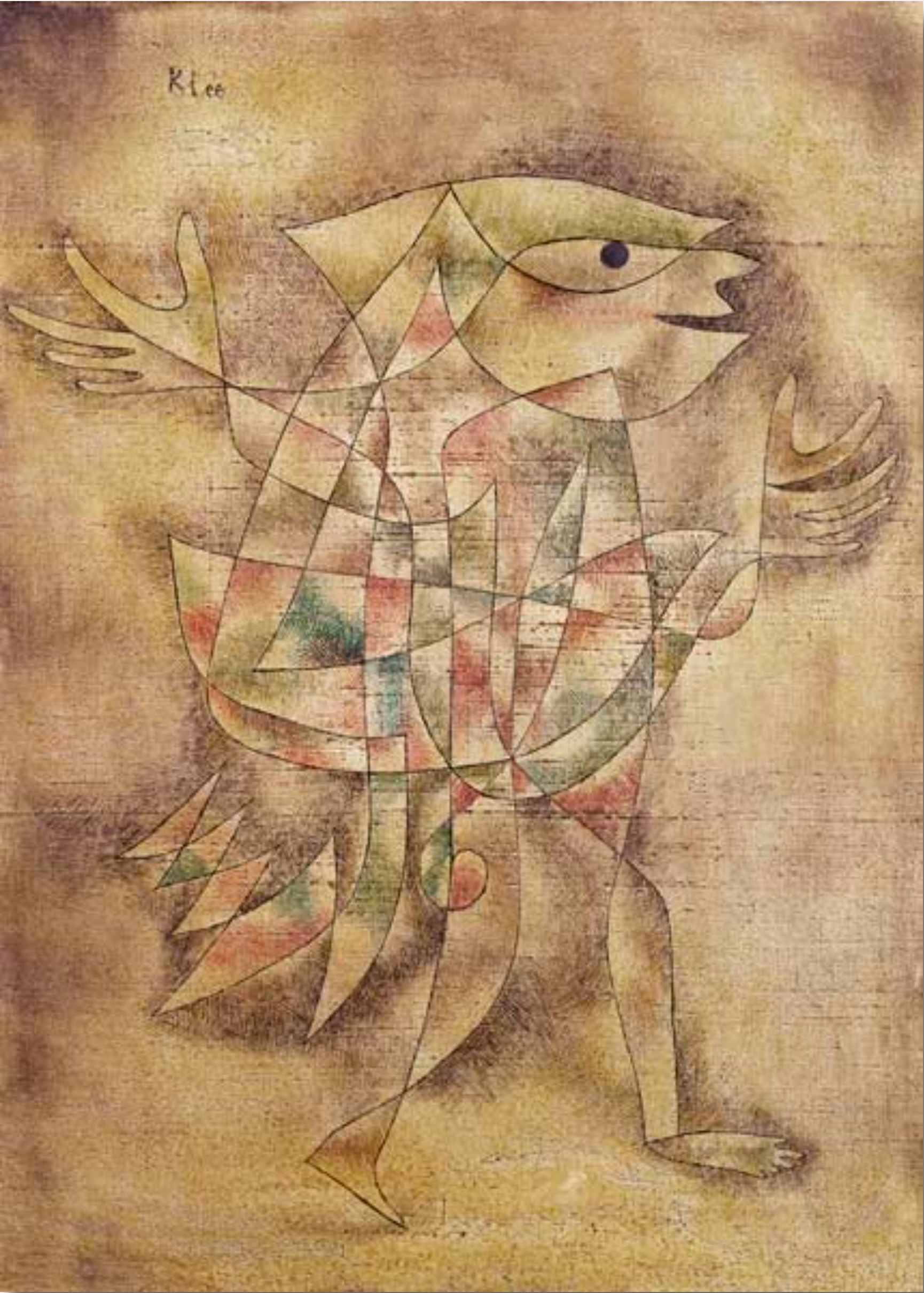
Пауль Клее. «Маленький шут в трансе»

Исследователи, анализируя «Ёжика в тумане» и другие фильмы Норштейна, обращают внимание на то, что присущая им «живописность изобразительных решений» нередко основывается на личных ассоциациях и зависит от художественных предпочтений постановщика. В числе его любимых живописцев — Ван Гог, Рембрандт, Кацусика Хокусай, Пикассо, Жорж Брак. Особое место среди мастеров, близких Норштейну по духу, занимает немецкий и швейцарский художник Пауль Клее, произведения которого режиссёр называет «азбукой и морфологией для мультипликации». По мнению Норштейна, для аниматоров акварельные и графические работы Клее — практически то же самое, что баховский «хорошо темперированный клавир» — для музыкантов.

Его фактуры — сигналы реальности, поэтому так легко услышать их звучание. <…> К примеру, «Клоун» Клее являлся той мерой, которая удерживала фильм «Ёжик в тумане» в эстетических границах, помогала нам с художником Франческой Ярбусовой не потерять дорогу и не провалиться в слащавость.— Юрий Норштейн
Исследователь Томоко Танака считает, что «кинематографическому мышлению» Норштейна близок также художественный мир живописца Юрия Васнецова. Так, в васнецовских иллюстрациях к сказке «Три медведя», адаптированной для русских изданий Львом Толстым, все предметы «фактурны», в том числе кора дерева, которое стоит рядом с обеденным столом. Такое «вещественное» восприятие мира свойственно детям с их свежим взглядом на предметы или первобытным людям, полагает Танака, и оно, вероятно, нашло своеобразное продолжение в мультфильме «Ёжик в тумане», где часть событий происходит возле гигантского дерева со столь же «фактурной» корой.
Одновременно исследователи проводят параллели между «Ёжиком в тумане» и некоторыми произведениями кинематографа. Одним из своих любимых фильмов Норштейн называл «Листопад» Отара Иоселиани — по признанию режиссёра, эту картину он смотрел «несчётное количество раз». Герой «Листопада» Нико, оказавшись в сложных жизненных обстоятельствах, учится понимать окружающих и постепенно взрослеет; подобным образом норштейновский Ёжик, попав в туман, открывает для себя многообразие мира. Персонаж, пережив за короткое время самые разные состояния — безмятежность, удивление, тревогу, страх, — на глазах меняется и получает новый жизненный опыт. Танака обнаруживает также перекличку на уровне образов между «Ёжиком…» и «Андреем Рублёвым» — к примеру, белая Лошадь в ленте Норштейна напоминает отстранённых, не реагирующих на чужие эмоции лошадей из фильма Тарковского. По мнению Михаила Ямпольского, история про заблудившегося Ёжика соотносится с отдельными эпизодами из фильма Федерико Феллини «Амаркорд» (1973) — в обеих картинах «туман превращает мир в фантазм, противопоставленный реальности».

### Влияние культуры Восточной Азии
В число основных технических находок, определяющих стилистику «Ёжика…», входит использование ярусных декораций, которые были созданы Норштейном и Жуковским в традициях древнекитайского марионеточного театра. Благодаря этой технологии, объединяющей кукольную анимацию с перекладкой, выстраивается глубина изображения. При этом зритель, глядя на экран, вряд ли сможет определить, каково реальное расстояние от ближнего плана до дальнего, поскольку оно, по словам Михаила Ямпольского, «одновременно и бесконечно, и минимально». Подобная перспектива крайне редко встречается в европейском изобразительном искусстве (как исключение — некоторые картины мастеров ведуты), однако является нормой для классической живописи Японии и Китая. Для художников этих стран масштаб измерения был условностью, и пространственная глубина в их работах формировалась за счёт «причудливой игры линий и цвета». В этих пейзажах, основанных на «ярусном» восприятии глубины, на переднем плане порой изображались дерево и человек, а вдали — на «неопределённо большом» расстоянии — возникали окутанные туманом горы. Подобным образом решались художественные задачи и в фильме «Ёжик в тумане», считал Ямпольский.
Важную роль в китайском искусстве играл туман, с помощью которого художники отражали не «статичный момент», а неуловимость бытия, его текучесть, возникновение и исчезновение. Для передачи его движения, согласно доктрине поэта Су Ши, художнику надлежало противопоставить постоянные элементы мира (человек, дом, птица, вещь) — изменчивым (туман, ручей, дерево, бамбук). Норштейн, стремясь оживить анимационную живопись, насытил «пространство» фильма тем же туманом, что стелется над реками или летит между скал в пейзажах Ма Юаня и Го Си. Почти зримая «молочная пелена» сначала была включена режиссёром в ленту «Цапля и журавль», а позже стала основным художественным образом в истории про заблудившегося Ёжика.

В этом же фильме есть один очень эффектный момент, когда ёжик протягивает в туман лапу и она начинает медленно расплываться в дымке. Здесь игра пространства зримо переходит в игру появлений-исчезновений мира, отражается на самом характере реальности. Чем глубже тонет предмет в молоке, тем быстрее теряет он форму.— Михаил Ямпольский
Столь же текучей материей для представителей классической восточной живописи была вода, в движении которой поэт Ван Вэй видел сочетание изменчивости и стабильности одновременно: «Когда пишут водопад, надо его так изобразить, чтобы он прерывался, но не был разорван». В «Ёжике…» оператор Жуковский снимал настоящую воду, которая позже вписывалась в нарисованные кадры. По мнению Ямпольского, это соединение — «серебристая рябь» и «монохромная гладь» — получилось в фильме не совсем органичным; тем не менее вода в ленте всё же выполняет (согласно теории Су Ши) функцию контраста по отношению к пейзажу с «постоянной формой». Кроме тумана и воды, к «дышащим», изменчивым элементам фильма относятся мерцающие огоньки, загадочные деревья, светлячки, с помощью которых герой пытается найти дорогу к дому Медвежонка. Им противостоят «носители чёткой формы» — звери и птицы, силуэты которых то растворяются в дымке, то возникают вновь. Объединение пластов происходит с помощью цвета. Начальные и финальные сцены мультфильма созданы в синей и золотистой гамме; центральная часть выдержана в светлых, почти белёсых тонах с «интенсивными вкраплениями».
Юрий Норштейн во время чтения лекций об искусстве анимации на Высших курсах сценаристов и режиссёров воспроизводил стихи восточных поэтов в качестве иллюстрации к отдельным тезисам. Так, рассказывая об изменчивости кадров в «Ёжике…», где реке противопоставлен статичный антураж, режиссёр цитировал строки японского поэта Мацуо Басё, дающие общее представление о том, как в фильме происходит постепенная смена картинки: «Срезан для крыши камыш. / На позабытые стебли / Сыплется мелкий снежок». Композиция кинокадра, по словам режиссёра, «возникает там, где есть точка, за которой мы внимательно следим».

## Анимационные приёмы

### Операторская работа. Съёмки на ярусных стёклах

Устройство станка для ярусной съёмки (авторская схема Норштейна). Раскадровка «Панорама по дереву». Полученный результат

Оператор ленты Александр Жуковский до прихода в мультипликацию работал на студии научных и учебных фильмов, а также занимался документальным кино. С Норштейном он снял фильмы «Цапля и журавль», «Ёжик в тумане» и значительную часть «Шинели». По словам режиссёра, Жуковский относился к той же творческой плеяде мастеров, что и операторы игрового кино Александр Княжинский и Георгий Рерберг. Как вспоминал впоследствии Норштейн, Жуковский умел даже в самых сложных производственных обстоятельствах сохранять ироничность. У него был свой профессиональный язык: целлулоид он именовал «портянкой», свежие творческие находки — «фенечками». Оператор был также автором шуточного выражения: «Лучше портвейн в стакане, чем Ёжик в тумане».
Съёмки «Ёжика…» порой требовали нетривиальных решений, и Жуковский вместе с Норштейном создали ряд новаций, позволивших исследователям говорить об этом анимационном фильме как о своеобразном «художественном эксперименте». Так, оператор вместе с режиссёром использовали в работе съёмку на ярусных стёклах. Сама по себе эта технология не нова — подобным образом осуществлялось действо в восточном (в частности, китайском) марионеточном театре теней, который был устроен на «силуэтном принципе»: фигуры кукол размещались за матовой плёнкой, а направленный на них свет шёл из глубины сцены. Применяя аналогичный метод, к примеру, в сценах погружения мира в «воздушное молоко», оператор исходил из того, что главным изобразительным средством должен быть «эффект тумана». Для этого на стёклах, где лежал целлулоид, делались рисунки на ярусах. Восемь ярусов, использовавшихся в работе, формировали разную среду — от густого тумана до лёгкой дымки. При внедрении этого метода плоскостная анимация достигала иллюзии объёмной, а возникающее пространство усиливало эмоциональный эффект. Съёмки велись свободно двигающейся камерой — это позволяло кадру обретать «летучесть». Почти для каждого отдельного плана в «Ёжике…» создавались новые «туманы»; их концентрация зависела от событий и действий персонажа в конкретном эпизоде. Система движения ярусов вместе с технологией напыления «тумана» на целлулоиде помогала полностью «растворить» Ёжика, Филина или Лошадь в тумане или, напротив, «вернуть» их из глубины кадра.
Для съёмок эпизода с деревом, которое воспринимается Ёжиком как крутящаяся громада, были подготовлены отдельные фрагменты, прикреплённые к ярусам. Лежащие на целлулоидах нарисованные ветки во время работы камеры медленно вращались, создавая ощущение поворота ствола вокруг своей оси, тогда как он на самом деле оставался неподвижным. Другая сцена — «Летающие мотыльки возле дома Медвежонка» — была построена по принципу игры света и тени. Во время съёмок мотыльки находились на одном ярусе, а сидящие на брёвнышке герои — на другом. Лампа направлялась в место скопления насекомых, но струящийся свет был достаточно мягким. При выходе из светового круга мотыльки исчезали, но их порхающие тени падали на Ёжика и его друга.
Поскольку студия не смогла предоставить Норштейну павильон, оснащённый для работы в технологии перекладки, его киногруппа разместилась в необорудованном помещении и самостоятельно создала там необходимые условия. На съёмочном станке оператор вместе с художником в течение нескольких недель собирали напыление, необходимое для создания «тумана». Однажды в их отсутствие в помещение пришла уборщица, которая, не зная, что пыль в данном случае является художественным элементом ленты, тщательно протёрла все стёкла. Работу по напылению пришлось начинать заново.
Киновед Михаил Ямпольский, сравнивая стилистику «Ёжика…» с лентой «Цапля и журавль», обращал внимание на характер повествования в двух фильмах Норштейна и Жуковского. В «Цапле и журавле» на протяжении всей картины сохраняется «иллюзия реальности», тогда как в истории про Ёжика наблюдается «мерцающее появление-исчезновение мира»: «Цельность здесь уступает место неустойчивому единству разнородных частей». Отход от прежней интонационной целостности связан и с художественными поисками режиссёра, и с «раскрепощённой камерой» оператора, который стремился имитировать «сложные ракурсы и панорамы, характерные для игрового кино». По мнению художника-мультипликатора Ланы Азарх, «если бы не Саша [Жуковский], Ёжик никогда не был бы в тумане».

### Ритм

Сознательная топографическая «ошибка», допущенная режиссёром при монтаже финальной сцены

По замечанию доктора искусствоведения Натальи Кривули, «темпоритмические движения», то растягивающие, то замедляющие время, «способствуют созданию особой эмоциональной атмосферы, наполняющей действие фильма». Герой ленты находится в постоянном движении, и интерес зрителя к его перемещениям сохраняется во многом благодаря смене ритма. Так, вхождение персонажа в туман (спуск с горки) происходит поначалу медленно — Ёжик постепенно погружается в «воздушное молоко» и почти скрывается в нём: «И даже лапы не видно». Внезапное падение сухого листка резко меняет и картинку, и ритм — сцена напоминает «короткое замыкание». Затем наступает беззвучная пауза, после которой из-под листа неспешно выбирается Улитка. Испытав первое потрясение, герой осторожно поднимает листок, осматривает, кладёт его на землю и бесшумно покидает опасное место.
Однако сохранить спокойствие ему не удаётся — начинается резкая смена «пугающих» кадров и звуков: над головой Ёжика стремительно проносится Летучая мышь, затем мелькают порхающие мотыльки, из тумана возникает ухающий Филин; герой реагирует на его появление словом «Псих». Как пояснял впоследствии Норштейн, в этом эпизоде должно было прозвучать короткое, лишённое патетики слово, погашающее страх персонажа перед чередой тайн.
В дальнейших сценах происходят «новые всплески ритмов», когда действие то замедляется, то вновь обретает скорость. Ёжик, обнаружив, что узелок с вареньем исчез, крутится в тумане, мечется вокруг дерева, ищет потерю с помощью факела со светлячком, видит загадочных зверей, пытается бежать — вся эта почти хаотическая смена картинок с новыми эмоциональными накатами и с нарастающим напряжением (которое ослабевает в момент встречи героя с Собакой) построена по принципу «монтажной дроби». Ритмические контрасты помогают почувствовать состояние персонажа «на биологическом уровне», считает режиссёр.

### Монтаж
Принципы монтажа, по мнению Норштейна, сравнимы со стихотворными размышлениями японского поэта Такахамы Кёси: «Старый год, / Новый год — / Словно проткнуты палкой». Речь идёт о том, что некий невидимый посох протыкает два слоя снега — нынешний и прошлогодний — и словно соединяет их. Подобным образом склеиваются планы при монтаже, считает режиссёр.
Кадр, показывающий первое появление персонажа в фильме, весьма аскетичен: рассказчик сообщает, что «по вечерам Ёжик ходил к Медвежонку считать звёзды», зритель видит движущегося героя. Пейзаж почти лишён выразительных деталей, потому что создателям ленты было важно в короткой сцене дать максимум информации о Ёжике, его торопливой походке, узелке с вареньем, который слегка ударяет героя по лапам. Далее композиция кадра усложняется: персонаж проходит через сосновые заросли, и трепет веток создаёт атмосферу вечера. Затем герой поднимается на холмик, где его ненадолго окружает стая бабочек. Монтажные стыки при этом почти не заметны, но одна склейка (подъём на холмик) всё-таки нарушает, по мнению Норштейна, непрерывность движения: «Если бы была техническая возможность снять всё одним планом, я так и сделал бы».
Норштейн считает, что при сборке фильма авторское понимание того, каким должно быть «пластическое движение» внутри ленты, важнее, чем теоретические правила («общий план, крупный, средний»). Поэтому в финальной сцене, когда герои смотрят на звёзды, они при соединении планов меняются местами: сначала зритель видит Ёжика сидящим справа от Медвежонка, затем — слева. По признанию режиссёра, ошибка, связанная с нарушением «топографии» кадров, была сознательной: «Можно было взять план звёздного неба и с отъездом от него и панорамой вниз получить нужный кадр. Но в этом случае не было бы резкости монтажной смены».

## Музыка
…поначалу у нас с ним были жуткие стычки. Он всё бегал и недоумевал, что за чудовище к нему пришло, и говорил мне: «Юра, как вы работаете?! Вы непрофессионально работаете». Я ему на первый раз принёс эскизы — для него это уже было странно. Я объяснял: «Понимаете, я вам принёс эскиз для того, чтобы вы поняли тональность музыки. Потому что дело не только в мелодии, но и в том, чтобы тональность просачивалась сквозь изображение, растворяясь в нём».
Музыка в фильме «Ёжик в тумане» звучит в общей сложности чуть более шести минут, но Михаил Меерович писал её в течение двух месяцев. Режиссёр, привлёкший композитора к участию в ленте ещё до съёмок, не ставил перед ним задачу сочинения «какой-нибудь мелодии». Работа над музыкальным фоном велась «на покадровом уровне», когда из мгновенной смены картинок складывались необходимые акустические фразы. Меерович видел предварительно созданную раскадровку, но писал не столько по ней, сколько по движениям героя на том или ином этапе. По словам Норштейна, «музыкальные куски очень строго держат на себе всю конструкцию», потому что все проходы героя были заранее выверены по метражу; импровизации во время съёмок были связаны только с паузами: «Конструкция состоит из разных тем, в которые погружается ёжик, — грозной, светлой, лирической, трагической… Я обозначал фрагменты, интонацию, а композитор писал».
Музыкальный фон в начале фильма совпадает с безмятежным состоянием героя, отправляющегося в гости. После первого появления силуэта белой Лошади возникает тема тумана, которая позже не раз повторится в фильме, но уже с другими оттенками. К примеру, эта тема сопровождает Ёжика во время спуска с горки, когда любознательный герой хочет выяснить: «Если лошадь ляжет спать, она захлебнётся в тумане?». Нагнетание звуками начинается после того, как на Ёжика падает сверху сухой осенний лист, — в этот момент резко вступают струнные инструменты. Грозные интонации в сцене с листом и пугающей героя Улиткой длятся недолго, однако в дальнейшем напряжение не снижается. Окружающий мир уже не кажется герою безопасным, и музыка передаёт перемены в его настроении: изначальное любопытство уступает место пониманию, что вокруг много таинственных вещей; затем Ёжик испытывает облегчение от осознания, что упавший лист не несёт в себе мистики; следом возникает первый страх, переходящий в ужас, когда фантазии героя смешиваются с реальностью.
Эпизод, в котором герой падает в реку и плывёт по течению, построен почти без музыки; лишь где-то далёким фоном звучит балалайка. В момент, когда «кто-то» (по сценарию — Рыба) предлагает тонущему путешественнику помощь, вновь возникает тема тумана, но на сей раз она более тревожна, чем в начальных кадрах. Чуть позже в неё добавляется «интонация ликования». Часть финальной сцены, во время которой Медвежонок рассказывает Ёжику о своём ожидании, построена почти без музыкального фона; лишь изредка в монолог взволнованного персонажа включаются короткие фрагменты музыкальных фраз. С закадровых слов «Медвежонок говорил, говорил…» вновь начинает звучать музыка — та самая, которая возникла во время первой встречи Ёжика с Лошадью.

О таких вещах я говорил Мееровичу, показывал фактуру, тончайшую амальгаму Пауля Клее, рисовал пластику: здесь звук как бы собран в одной точке, протыкает экран, а здесь движется по всему пространству экрана и, перекрывая его, соскальзывает потом в сторону, открывая что-то ещё. Вдруг нечто появляется из тумана и дотрагивается до Ёжика — штрих звуковой и графический совпадают.— Юрий Норштейн

## Озвучивание
«Ёжик в тумане» оказался единственной лентой в фильмографии Норштейна, в которую для озвучивания были приглашены сразу трое актёров (в картинах «Лиса и заяц», «Цапля и журавль», «Сказка сказок» запись за кадром осуществлялась одним артистом). Ёжика озвучивала Мария Виноградова, которую называли «талисманом „Союзмультфильма“», — её голосом говорили десятки анимационных персонажей. Во время съёмок «Ёжика в тумане» актрисе исполнилось пятьдесят три года. По воспоминаниям Виноградовой, озвучивание главного героя было тяжёлым, но интересным процессом, потому что человеку невозможно понять, как в живой природе могут говорить ёжики. После проведения проб и рассмотрения нескольких вариантов создателями ленты был выбран «некий полуголос — не очень активный», потому что герой — «весь в себе». Особые сложности возникли в сцене, где персонаж после встречи с Филином разводит руками и безадресно проговаривает слово «псих» — здесь нужно было сохранить баланс между наивностью и пугливостью героя и выбрать такую интонацию, чтобы произнесённая им реплика не звучала грубо.
Медвежонок говорит голосом Вячеслава Невинного, который и внешне был похож на своего героя. Запись была выбрана из множества дублей, перед каждым из которых актёр пробега́л значительное расстояние по тон-ателье студии, чтобы, запыхавшись, органично изобразить взволнованность и нервное напряжение. В роли рассказчика за кадром выступил Алексей Баталов — режиссёра устроили тембр его голоса и вкрадчивые интонации «сказочника».

## Отзывы и рецензии
В первое время после выхода «Ёжика в тумане» аналитических материалов о фильме было в прессе сравнительно немного. Когда во второй половине 1970-х годов Норштейна, Ярбусову и Жуковского выдвинули на Государственную премию СССР за три мультфильма, включая «Ёжика…», выяснилось, что в комиссию по награждению необходимо представить как минимум две большие публикации. По свидетельству художника-мультипликатора Ланы Азарх, она обратилась к писательнице Ольге Чайковской. Та, посмотрев ленты Норштейна, в обзорной статье «Страна мечтателей» («Литературная газета», 1979, № 32) оценила «Ёжика…» как фильм с «графическим, живописным и психологическим богатством». Прослеживая путь героя сквозь туман, Чайковская подчеркнула, что главный персонаж фильма — «беззащитный, безмятежный» романтик, тогда как Медвежонок — это сгусток «буйной энергии». Несмотря на разницу в темпераментах («практик и мечтатель»), они тянутся друг к другу.
В дальнейшем количество откликов о «Ёжике…» стало расти. Так, профессор Марк Уайтхед, назвав ленту очаровательной и меланхоличной, при анализе сюжета обратил внимание, что путешествие, во время которого Ёжик испытал немало потрясений, не было по-настоящему опасным — скорее, это была игра его воображения. Так, Филин, по пятам следующий за героем, вовсе не стремился его напугать — гораздо больше его интересовало эхо в колодце. Летучая мышь практически не заметила Ёжика, а Собака выступила в роли доброго помощника. Медвежонок, хоть и журит своего друга за опоздание, на самом деле глубоко к нему привязан. Все персонажи фильма обладают человеческими чертами, но при этом сохраняют качества представителей животного мира, подчёркивал Уайтхед.
Директор кукольного объединения студии «Союзмультфильм» Иосиф Боярский, при котором велись съёмки «Ёжика…», писал в книге «Литературные коллажи», что фильм Норштейна, «полный тончайших психологических нюансов», рассказывает о таинствах бытия и «загадочности всего сущего».
По мнению драматурга Людмилы Петрушевской, «Ёжик в тумане» — это «национальный хит». Японский режиссёр-аниматор Хаяо Миядзяки назвал «Ёжика…» любимым мультфильмом. Режиссёр Алексей Герман отметил, что лента о герое, затерявшемся в тумане, — лучшее из того, что он «когда-либо видел в мультипликации»:

Были картины, где я смеялся, умилялся, а ощущения полёта и большого искусства этот человек добился тем, как собака выпустила язык или как ёжик плывёт на большой рыбе. И пока я жив, я эти кадры буду помнить. Потому что когда ёжик плывёт на большой рыбе, это вовсе не означает, что это про рыбу: это что-то про меня. И туман — это вовсе не то, что он задымил плёнку. Это тоже про меня. Это какие-то сны. И это — чудо.— Алексей Герман

## В контексте советской мультипликации 1970-х годов

«Мировое древо» в мультфильме

Фильм «Ёжик в тумане» был создан в период, когда относительный либерализм эпохи «оттепели» фактически угас — наступило время «застоя». Эта веха в социокультурной жизни страны характеризовалась неоднозначными процессами. С одной стороны, государство осуществляло весомую финансовую поддержку науки и искусства; с другой — шло усиление идеологического контроля во всех сферах, включая кинематограф. При этом перемены в мировоззрении, заложенные в предыдущем десятилетии, сказывались на общественном настроении и находили отражение в самых разных произведениях. Так, советская анимация в 1970-х годах стала проявлять интерес к образу отдельного человека, пытающемуся найти себя в большом мире. Именно эта тема, по мнению доктора искусствоведения Натальи Кривули, стала ключевой в фильме «Ёжик в тумане». Герой ленты, заглянув в колодец, видит своё отражение, своё второе «я» — с этого момента начинается обретение им индивидуальности и одновременно — осознание собственного тотального одиночества. Входя в туман, Ёжик чувствует себя потерянным, он ищет точку опоры и бродит в дымке «как слепой, потерявший проводника». В сцене, когда персонаж пытается с помощью веточки найти дорогу, присутствует отсылка к «Притче о слепых» Питера Брейгеля Старшего. Однако интуитивное, духовное зрение не даёт герою раствориться в тумане — он находит опору в виде дерева, своеобразного Мирового древа, которое становится для Ёжика неким ориентиром в пути.
Тема противопоставления себя миру, отделения личности от среды рассматривалась и в таких анимационных фильмах, как «Премудрый пескарь», «Я к вам лечу воспоминаньем…», «Мастер из Кламси», «Бабочка», «Шкаф» и других. В 1970-е годы советская система в основном сохраняла закрытость, и человек, пребывая в замкнутом обществе, порой двигался «в иные пространства — в мир культуры, истории, сна и грёз». В этот период персонажи анимации стали странствовать, причём их путешествия зачастую происходили между реальным и воображаемым мирами, — речь в данном случае идёт не только о фильме «Ёжик в тумане», но и о таких лентах, как «Голубой щенок», «Сказка сказок», «Зеркало времени», «Поезд памяти». Работы Норштейна, Хржановского, Хитрука, Серебрякова, Качанова и других мультипликаторов вывели, по словам Натальи Кривули, анимацию на новый уровень — в их фильмах рассматривались вопросы человеческого бытия, шли поиски метафорической речи, демонстрировался интерес к внутреннему миру личности.
В пространстве картин начали возникать разные уровни — реальные и условные. Если для Ёжика иллюзорным миром становится туман, то для героя ленты «Дом, который построил Джек» это дом. В ряде лент («Ёжик…», «Сказка сказок», «В мире басен», «Цапля и журавль») пространство включалось в развитие сюжета и наделялось признаками одухотворённого существа. Это относится прежде всего к работам Норштейна — в его фильмах, начиная с «Ёжика…», среда стала самостоятельным анимационным образом.
В мультипликации семидесятых годов XX века обрёл актуальность образ творца, художника — в галерею героев, создающих и трансформирующих мир, вошли, помимо Ёжика, Джек («Дом, который построил Джек»), Малыш («И мама меня простит»), Кола Брюньон («Мастер из Кламси»), Икар («Икар и мудрецы»). При этом персонажи, переходя незримую границу между подлинным и воображаемым миром, менялись сами.
Одной из наиболее популярных в среде аниматоров технологий в ту пору стала перекладка, которая позволяла создавать многоплановые образы. Сравнивая рисованную мультипликацию с перекладкой, Норштейн отмечал, что последняя «имеет другую изобразительную насыщенность». Одновременно получило развитие живописное направление анимации — «со сложным колоритом, нюансировкой цвета и тона, разработкой драматургии света». Подобные качества свойственны таким лентам, как «Ёжик в тумане», «Садко богатый», «Пер Гюнт», «Похождения Чичикова», «Аве, Мария», «Бедная Лиза». Но если в «Садко богатом», «В порту» или «Похождениях Чичикова» обнаруживается сложная цветотональность, изобилующая множеством оттенков, то в «Ёжике…» (как и в «Сказке сказок», «Бедной Лизе», «Премудром пескаре») использовался, как правило, один тон — «охристо-оливковый, золотисто-коричневый, серебристый»).

В период застоя доминирует метафоричность языка анимационных фильмов, начавшая складываться в конце 60-х годов. Противоречивость жизненных явлений требовала поиска нового языка и стилистики изображения. <…> Развитие анимации и её основных направлений в 70-е годы оказалось связано с обращением к опыту мирового искусства и погружением в архаические слои сознания.— Наталья Кривуля

## Мир детской души

Лошадь в тумане

Интерес к фильму «Ёжик в тумане» проявляют не только киноведы и культурологи, но и психологи, занимающиеся вопросами развития детей и изучающие проблемы процессов взросления. В своих работах специалисты предлагают разные трактовки сюжета ленты. Так, по мнению доктора искусствоведения Тамары Злотниковой и кандидата культурологии Олеси Гороховой, вся история о путешествии Ёжика состоит из «сумрака, тумана и очаровательного созерцания», однако в интерпретации Норштейна она обретает аллюзии и «архетипические смыслы». Туман в ленте — это символ детского восприятия мира, считают исследователи: ребёнок обнаруживает в нём и дружелюбие, и опасность, и загадочность (к числу тайн, скрываемых в дымке, относятся гигантское дерево, присутствие которого персонаж чувствует спиной, а также Слон, непонятным образом возникающий в «сумрачном лесу»). Рассматривая фильм как «мифологическую систему», Злотникова и Горохова выделяют в ней персонажи-типы: Собака выполняет роль помощника, Медвежонок — это друг, Рыба — «хранитель и медиатор»; Летучая мышь выступает в качестве представителя «тёмных демонических сил». Передвижение Ёжика сквозь туман исследователи сопоставляют с путешествием героя мифов в подземный мир, где можно познать тайны мироздания. Дом Медвежонка, куда в конце странствий попадает Ёжик, — это его возвращение из мира грёз и сновидений в повседневную реальность.
Историк культуры Сергей Ушакин, рассматривая мир воображаемого в двух мультфильмах — «Ёжике…» Норштейна и «Варежке» Романа Качанова, — отмечает, что в обеих лентах маленькие герои используют реальность «как место проекции своих фантазий». В фильме Качанова девочка, которой мама запрещает завести дома собаку, превращает в щенка собственную варежку. В сказке про Ёжика переживания взрослеющего персонажа связаны с туманом, в котором появляются и исчезают то ли фантомы, то ли настоящие звери и птицы. К этим историям Ушакин добавляет мультфильм про Малыша и Карлсона, в котором иллюзии и реальность также размыты. В качестве иллюстрации к тезису о том, что мир воображаемого у детей самодостаточен, Ушакин приводит строчки из стихотворения Агнии Барто «Фантазия»: «Я — небесный верхолаз, / Я по небу лазаю, / А потом оттуда — раз! — / Опускаюсь на землю. / Ты не веришь? Ну и что ж… / Всё равно это не ложь, / А моя фантазия».
Показательно, что и в «Варежке», и в «Ёжике…» отсутствует момент радости героев, достигающих конечной цели. В первом из указанных фильмов щенку, взятому у соседей, умиляется не девочка, а её мама (маленькая героиня в финале даже не появляется). Во втором — сам процесс чаепития, ради которого затевалось сложное путешествие, так и не начинается, а малиновое варенье остаётся в узелке. Для юных персонажей важнее сама дорога в условный Изумрудный город, а также связанные с ней открытия и испытания, констатирует Ушакин.

Наступит миг, когда Ёжик с закрытыми глазами упадёт в траву, а на экране вновь неотчётливо промелькнут летучая мышь, мотыльки, лист и белая лошадь — память об увиденном, сумбурные неясные впечатления… Так в детстве душа, открытая миру, вдруг переполняется впечатлениями бытия, и наступает пауза, сон, забвение…— Аэлита Романенко

## Актуальность. Влияния

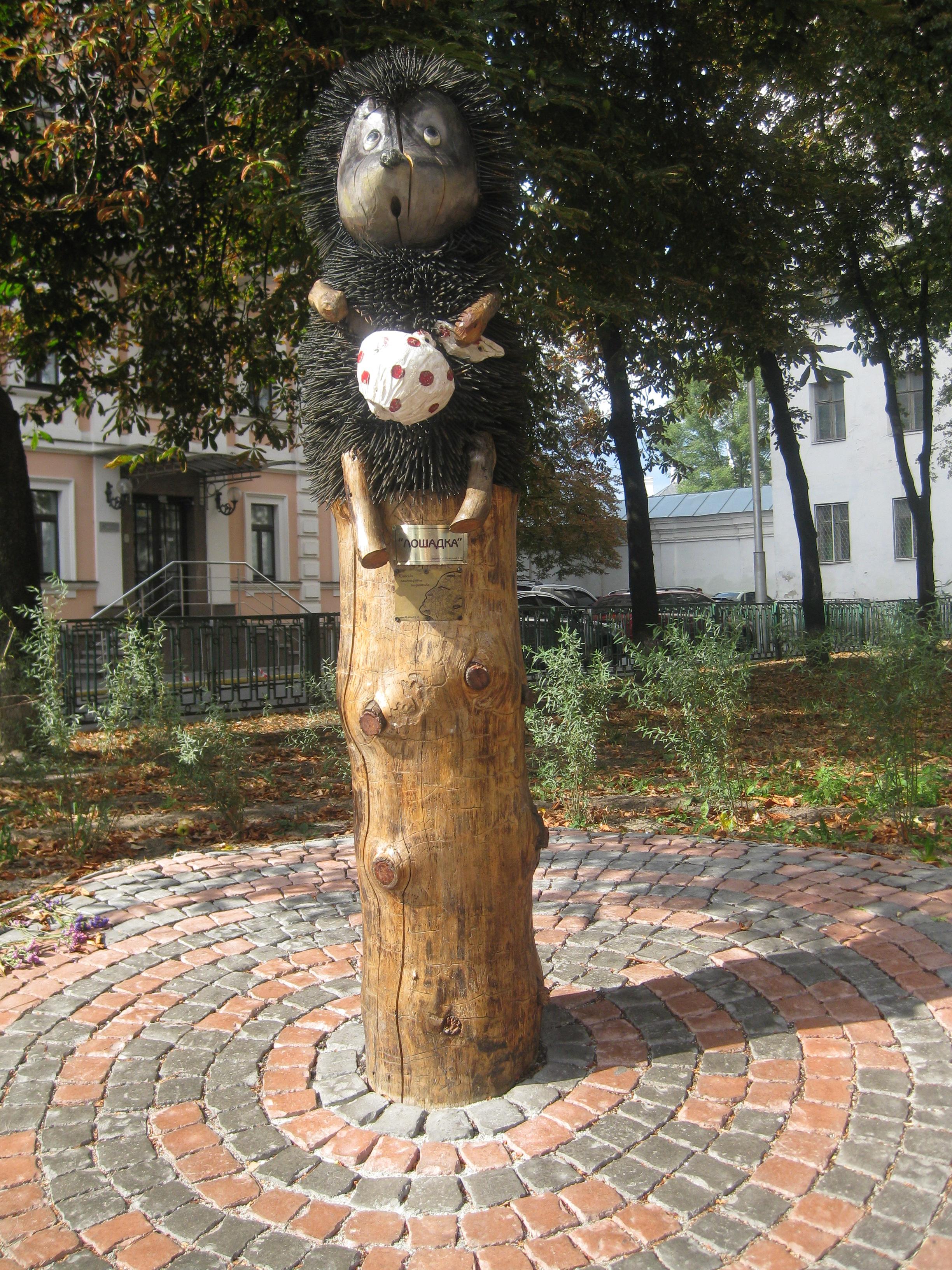
Памятник Ёжику в Киеве

Фильм, снятый в 1975 году, в течение десятилетий не утратил актуальность. Так, в 2013 году Министерство культуры и Министерство образования РФ составили список для факультативных занятий «Сто фильмов для школьников». В списке представлены всего три анимационные ленты, среди них — «Ёжик в тумане».
Несколько ранее при поддержке Минкультуры РФ на экраны вышел мультипликационный сериал «Смешарики», героями которого являются зооморфные существа. В 2007 году в рамках этого проекта был выпущен ремейк под названием «Ёжик в туманности», который по стилистике, композиции и цветовому решению мало напоминает оригинальную ленту Норштейна. Как отмечали исследователи, в новой версии туман — это искусственная «туманность», в которую Ёжик, облачённый в скафандр, попадает по ошибке. У персонажа «Смешариков» нет «той тонкой сенсорной связи с миром, какой обладает герой норштейновского фильма».
Филолог Антон Афанасьев обнаруживает отсылку к «Ёжику в тумане» в поэзии Янки Дягилевой — речь, в частности, идёт о её стихотворении «Ударение на слоге выше прописной строки», в котором в драматически-абсурдистской манере обыгрывается тема несостоявшегося путешествия героя: «Растворимый серый ёжик, что от пепла был рождён / Собирался в гости к другу, да метлою был сметён».
О непосредственной связи мультфильма Норштейна со стихотворением Беллы Ахмадулиной «Свет и туман» упоминает в монографии «Тайна и тайнопись» литературовед, преподаватель Пенсильванского университета Вера Зубарева. Подобно Ёжику, который во время путешествия по лесу делает много открытий, лирическая героиня стихотворения Ахмадулиной «движется через туман» навстречу тайнам бытия: «Как бы — светает. Но рассвета рост / Не снизошёл со зрителем якшаться. / Есть в мартовской понурости берёз / Особое уныние предсчастья».
Фильм оказал влияние и на детский фольклор. Так, в игровой дворовой среде послевоенного времени образ врага отражался в считалке «Вышел немец из тумана, / Вынул ножик из кармана. / Буду резать, буду бить, / Всё равно тебе водить». В последующие десятилетия происходил постепенный уход идеологического компонента из игрового пространства. В 1980-х годах, после выхода мультфильма Норштейна, появились другая сюжетная канва и новый герой считалки: «Вышел ёжик из тумана, / Вынул ножик из кармана, / Вынул камешки и мел, / Улыбнулся, как сумел…».
Памятники «Ёжику в тумане» были установлены в Киеве (2009), Краснодаре, Иванове.
В 2024 году Банк России выпустил 3 монеты, посвящённые мультфильму: одну серебряную, номиналом 3 рубля, и две из стали с никелевым покрытием и из медно-никелевого сплава с цветным покрытием, номиналом 25 рублей. Юрий Норштейн высказал по данному поводу следующее: «В качестве главного ворюги выступает руководитель ООО «Союзмультфильм» некая Слащёва Юлиана Юрьевна, а плагиат с эскиза Франчески Ярбусовой по указке вышеназванной ворюги совершён в Англии каким-то бездарем, ничего не смыслящем ни в графике, ни в живописи, ни в природе. Скрепляя подписью сделку с ООО «Союзмультфильм», Центробанк, не вникая в суть дела, утвердил в качестве выпускаемых монет изобразительный подлог. Художник-постановщик Франческа Ярбусова не принимала участия в разработке эскизов монет, этот персонаж скопирован с её эскизов неизвестным «художником» из Англии».

Монета из серебра
Монета из стали с никелевым покрытием
Монета из медно-никелевого сплава с цветным покрытием

## Фестивали. Награды. Признание
- 1976 — IX Всесоюзный кинофестиваль во Фрунзе — первая премия[10][24]
- 1976 — XI Международный кинофестиваль детских и юношеских фильмов в Тегеране — Гран-при[24][102]
- 1977 — Международный кинофестиваль фильмов для детей и юношества в Хихоне — приз в номинации «Лучший короткометражный фильм для детей»[10][24][102]
- 1977 — Международный кинофестиваль в Чикаго — третий приз «Бронзовый Хьюго»[10][102]
- 1977 — Международный кинофестиваль в Лондоне — фильм года[24]
- 1978 — Международный кинофестиваль в Мельбурне — приз (Юрий Норштейн)[10]
- 1978 — Международный кинофестиваль в Эшпинью — первая премия[24]
- 1978 — Международный кинофестиваль в Сиднее — приз «Серебряный бумеранг»[24][102]
- 1979 — Государственная премия СССР в области литературы, искусства и архитектуры — (Юрий Норштейн, Александр Жуковский, Франческа Ярбусова)[10][24]

В 2003 году на Международном анимационном фестивале «Лапута» в Токио по результатам опроса 140 кинокритиков и мультипликаторов из разных стран «Ёжик в тумане» был признан лучшим мультфильмом всех времён. По данным директора кукольного объединения студии «Союзмультфильм» Иосифа Боярского, лента получила в общей сложности более тридцати пяти всесоюзных и международных наград.

## Над фильмом работали

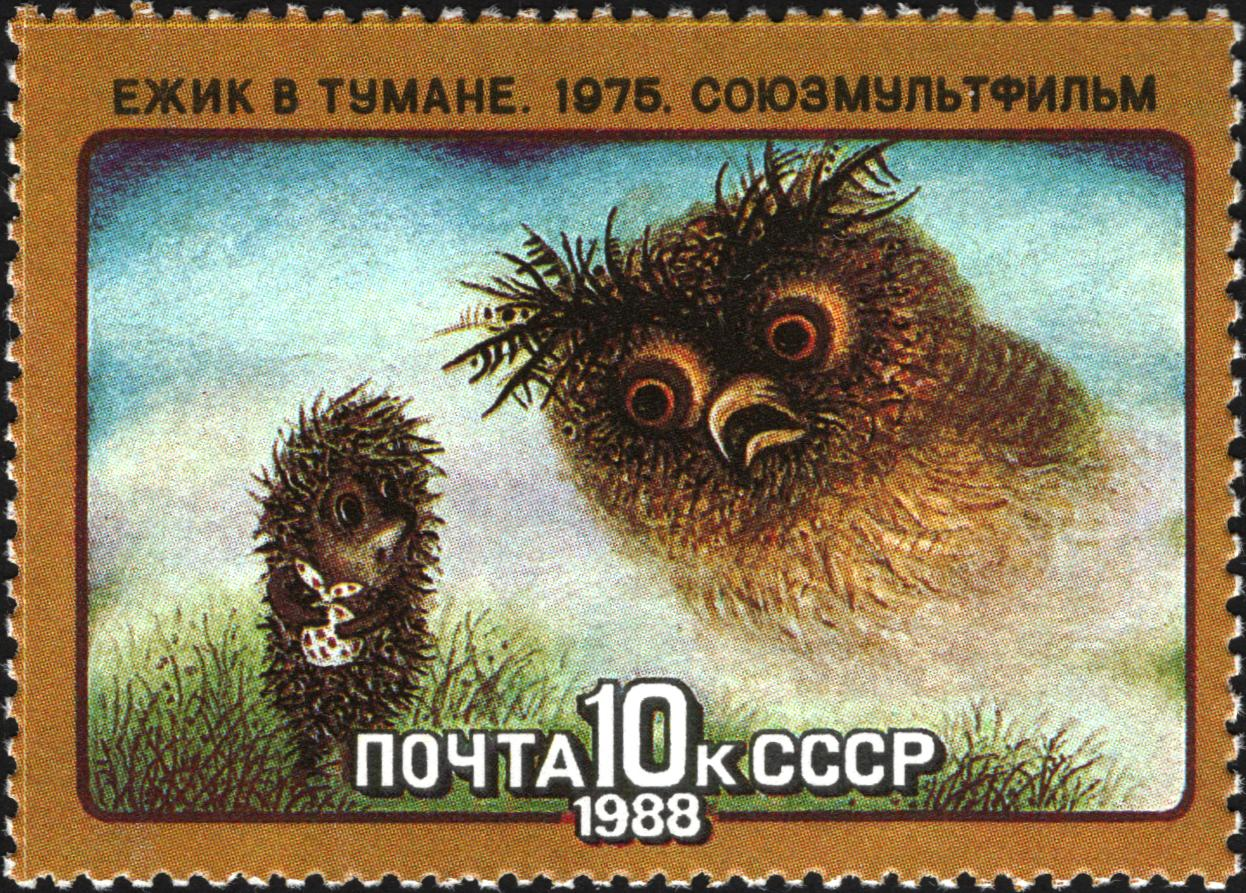
Марка СССР 1988 года

| Роль                      | Имя                                                      |
| ------------------------- | -------------------------------------------------------- |
| Автор сценария            | Сергей Козлов                                            |
| Художник-постановщик      | Франческа Ярбусова                                       |
| Оператор                  | Александр Жуковский                                      |
| Композитор                | Михаил Меерович                                          |
| Звукооператор             | Борис Фильчиков                                          |
| Редактор                  | Наталья Абрамова                                         |
| Монтажёр                  | Надежда Трещёва                                          |
| Роли озвучивали           | Вячеслав Невинный (Медвежонок), Мария Виноградова (Ёжик) |
| От автора                 | Алексей Баталов                                          |
| Режиссёр и мультипликатор | Юрий Норштейн                                            |

## Комментарии
1. ↑  В титрах указано, что автором сценария является только Сергей Козлов, хотя, по словам Юрия Норштейна, его вклад в эту работу также весьма значителен: «Сценарная идея, всё действие фильма, исключая авторский текст, были сочинены мной»[4].
2. ↑  «Клоуном» Норштейн называет картину Пауля Клее «Маленький шут в трансе» англ. «Little Jester in a Trance»[34]. Фигура шута состоит почти полностью из одной линии, ритмично пересекающейся и перекрещивающейся[35].
3. ↑  Художники, работавшие в жанре ведуты, порой создавали условную перспективу, «когда в глубине интерьера рисовалось окно, выходящее на далёкий пейзаж, совершенно не соотнесённый с пространством комнаты»[39].
4. ↑  Перевод Веры Марковой[44].
5. ↑  Ефим Гамбург в своей публикации 1986 года называл работы Норштейна с перекладкой на ярусах «прорывом к новой среде обитания „тотальной мультипликации“»: «Это новое направление в искусстве, которое, собственно, и следует называть художественной мультипликацией»[48].
6. ↑  Перед предыдущей совместной работой «Цапля и журавль» Норштейну пришлось приложить усилия и связи, чтобы вызволить Мееровича из психиатрической больницы, «куда упекли его отнюдь не добровольно»[19][63].
7. ↑  Данный вариант представлен специалистом по культурной антропологии Юлией Чернявской[96].